# Stadtkirche Neustadt in Holstein

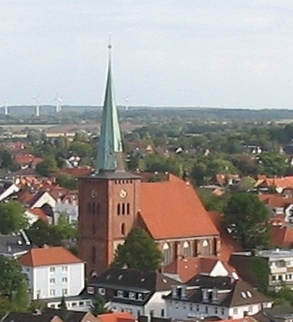
Stadtkirche Neustadt von Süden

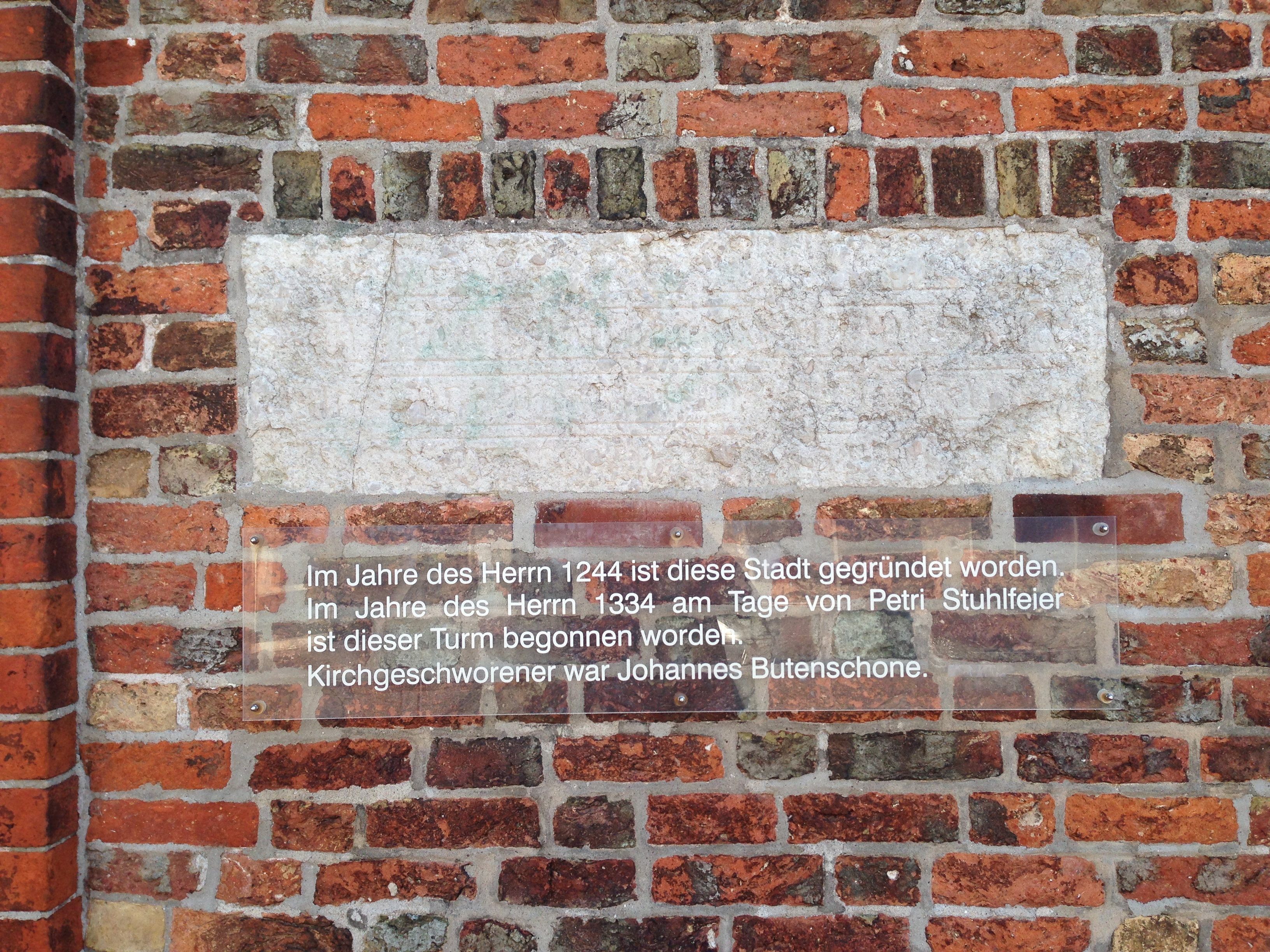
Grundstein des Kirchturms: „Im Jahre des Herrn 1244 ist diese Stadt erbaut worden. 1334 am Tage von Petri Stuhlfeier ist dieser Turm begonnen worden.
Kirchgeschworener war Johannes Butenschone.“

Die Stadtkirche in Neustadt in Holstein ist eine Basilika der Backsteingotik. Sie trägt das im heutigen Sprachgebrauch nicht mehr verwendete Patrozinium des Heiligen Franz von Assisi und ist eine Pfarrkirche der Kirchengemeinde Neustadt in Holstein, die dem Kirchenkreis Ostholstein der Evangelisch-Lutherischen Kirche in Norddeutschland angehört.

## Baugeschichte
Der Bau der Kirche geht auf ein Gelöbnis des Grafen Adolph IV. zurück, das er in der Schlacht bei Bornhöved am 22. Juli 1227 gegeben hatte. Die Kirche wurde daraufhin im Jahr 1238 im gotischen Stil hoch gewölbt gebaut und dem heiligen Franz von Assisi geweiht.
Die Kirche besteht aus dem Kastenchor mit zwei Jochen, dem dreischiffigen Kirchenschiff mit nur drei Jochen und dem vorgesetzten Westturm mit der Turmhalle als Eingangshalle. Aufgrund der Kürze des Kirchenschiffs und der nicht vorhandenen Fenster im Obergaden des Mittelschiffs wird diese Art eines Kirchenbaus als Stutz- oder Pseudobasilika bezeichnet.
Ältestes Bauteil der Stadtkirche ist ihr mit gotischer Malerei ausgestaltete Kastenchor, der 1238/1244 begonnen wurde. Er verfügt an der Nordseite über zwei spitzgotische Fenster, das Fenster an der Ostseite ist dreiluchig. Im Süden ist an das östlichste Joch des Chors die Sakristei mit Kreuzrippengewölbe angebaut. 
Die drei Kirchenschiffe stammen aus dem letzten Viertel des 13. Jahrhunderts. Das Mittelschiff ist 17,30 Meter hoch, die Seitenschiffe 10,70 Meter.
Der Westturm wurde am 22. Februar 1334 begonnen. Eine kaum mehr lesbare Tafel aus gotländischem Kalkstein mit gotischen Minuskeln weist auf den Baubeginn „nach Petri Stuhlfeier 1334“ hin. 1720 wurde die Spitze des Turms entfernt und der Turm schräg zugemauert. Ein kleiner Turm in der Mitte der Kirche brannte 1817 nieder.
Der obere Teil des Kirchturms mit dem spitzen Turmhelm wurde zwischen 1844 und 1846 errichtet. 
Der Umbau von der ursprünglichen Hallenkirche zur Stutzbasilika erfolgte ebenfalls ab 1334. Um 1350 besaß die Stadtkirche weitgehend ihre heutige Gestalt, denn die Ausmalung der Schiffe wird auf 1350 datiert. Diese waren Jahrhunderte unter einer weißen Innenausmalung verborgen und wurden erst 1957 wieder frei gelegt und teilweise ergänzt. Der Zwischenbau an der Südseite zwischen Sakristei und Süderschiff ist aus späterer Zeit, eine Inschrift eines Allianzwappens mit der Jahreszahl 1624 gibt den Hinweis auf den Zeitraum der Entstehung dieser angebauten Kapelle.

## Ausstattung

### Altar
Der große barocke Altaraufsatz wurde 1643 von dem Hamburger Bildhauer Zacharias Hübener († 1650) für den Schleswiger Dom geschaffen. Er kam nach der Aufstellung des Brüggemann-Altars im Schleswiger Dom 1668 in die Stadtkirche. Dargestellt sind Abendmahl, Kreuzigung, Grablegung, Auferstehung, außerdem Moses und Johannes der Täufer sowie Tugenden. Sein Altar für den Schleswiger Dom gilt als bedeutendes Beispiel sakraler Bildhauerkunst des Hochbarock in Schleswig-Holstein.
Von Zacharias Hübener befindet sich noch ein weiteres Werk an der evangelisch-lutherischen St.-Christophorus-Kirche von Friedrichstadt, das Süderportal mit Wappen.

### Kanzel
Die Renaissancekanzel der Stadtkirche stammt aus dem Jahr 1571. Sie ist als Emporenkanzel gestaltet. Auffällig ist der große rechteckige Schalldeckel über der Kanzel. Die Inschrift weist darauf hin, dass Otto von Ritzerow und seine Ehefrau Druide vom Gut Hasselburg die Kanzel gestiftet haben.

### Orgel
Die Orgel aus dem 17. Jahrhundert hatte 30 Stimmen, sie war eine der besten im Herzogtum.
Der Orgelbauer Rowan West erbaute hinter dem denkmalgeschützten Prospekt eine neue Orgel im Stil einer norddeutschen Renaissance-Orgel mit etwa 2000 Pfeifen und einen Spieltisch mit drei Manualen. Die Orgel wurde am 4. Advent 2009 eingeweiht. Eine Besonderheit dieses Instruments ist das Brustwerk, ein kleines „Pfeifenschränkchen“ mit fünf Registern, die mit Schwerthebeln bedient werden.
Die Farbfassung des Prospekts von 1614 (oder früher) wurde im Jahr 2017 restauriert. Der Bund bezuschusste die Arbeiten mit 35.000 Euro.

### Galerie

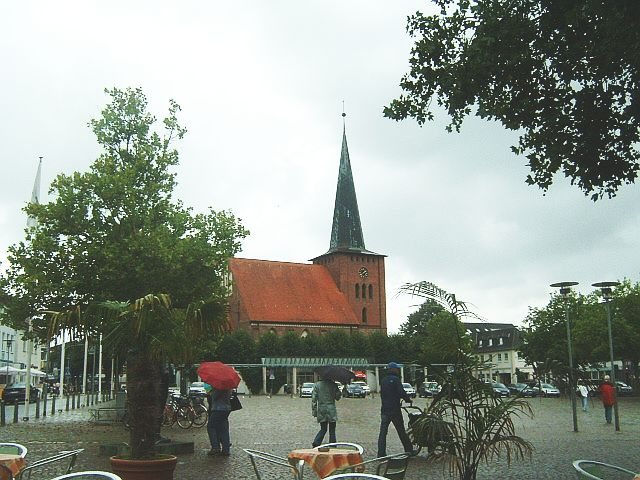
Ansicht vom Markt im Norden
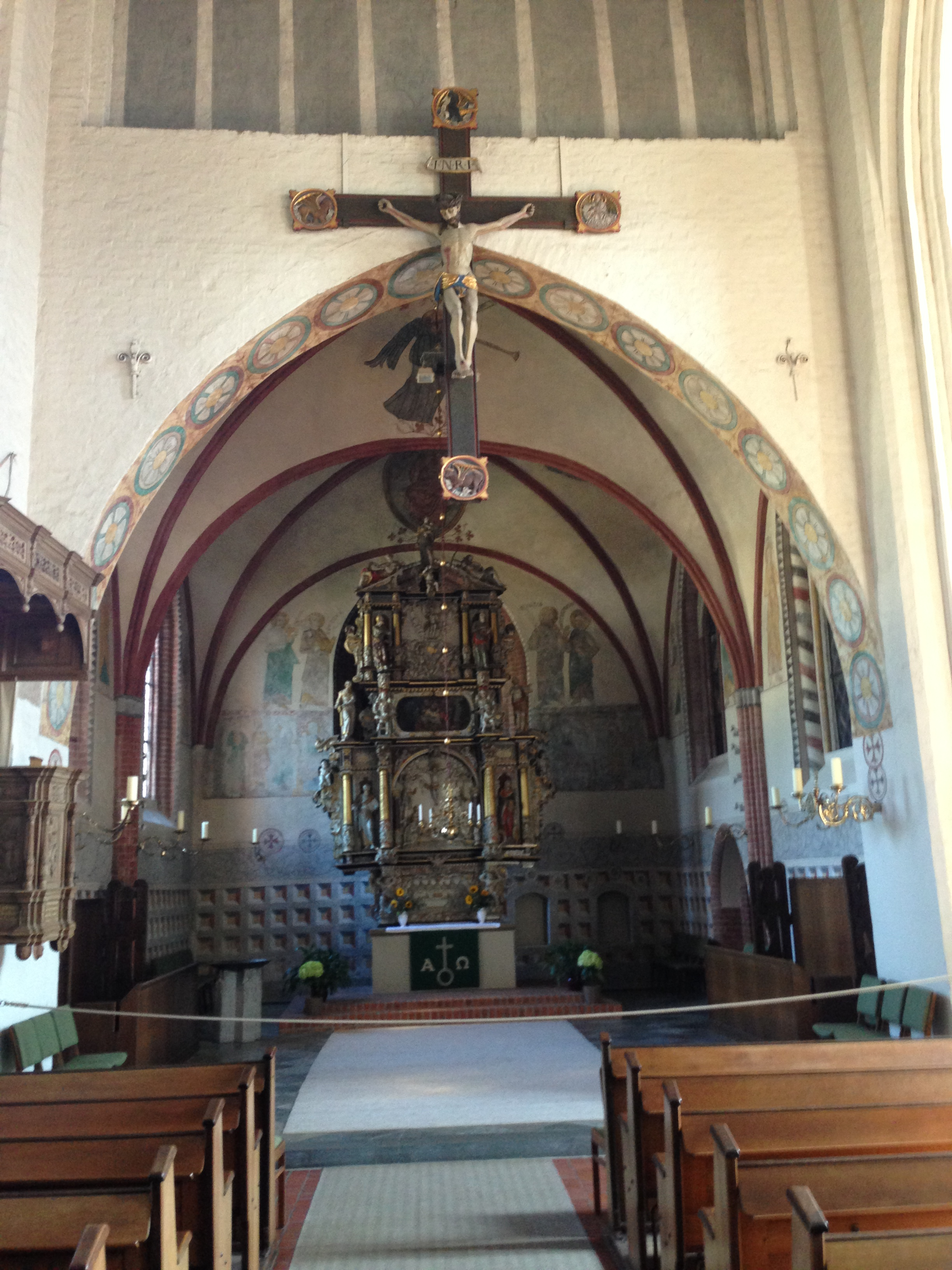
Chor
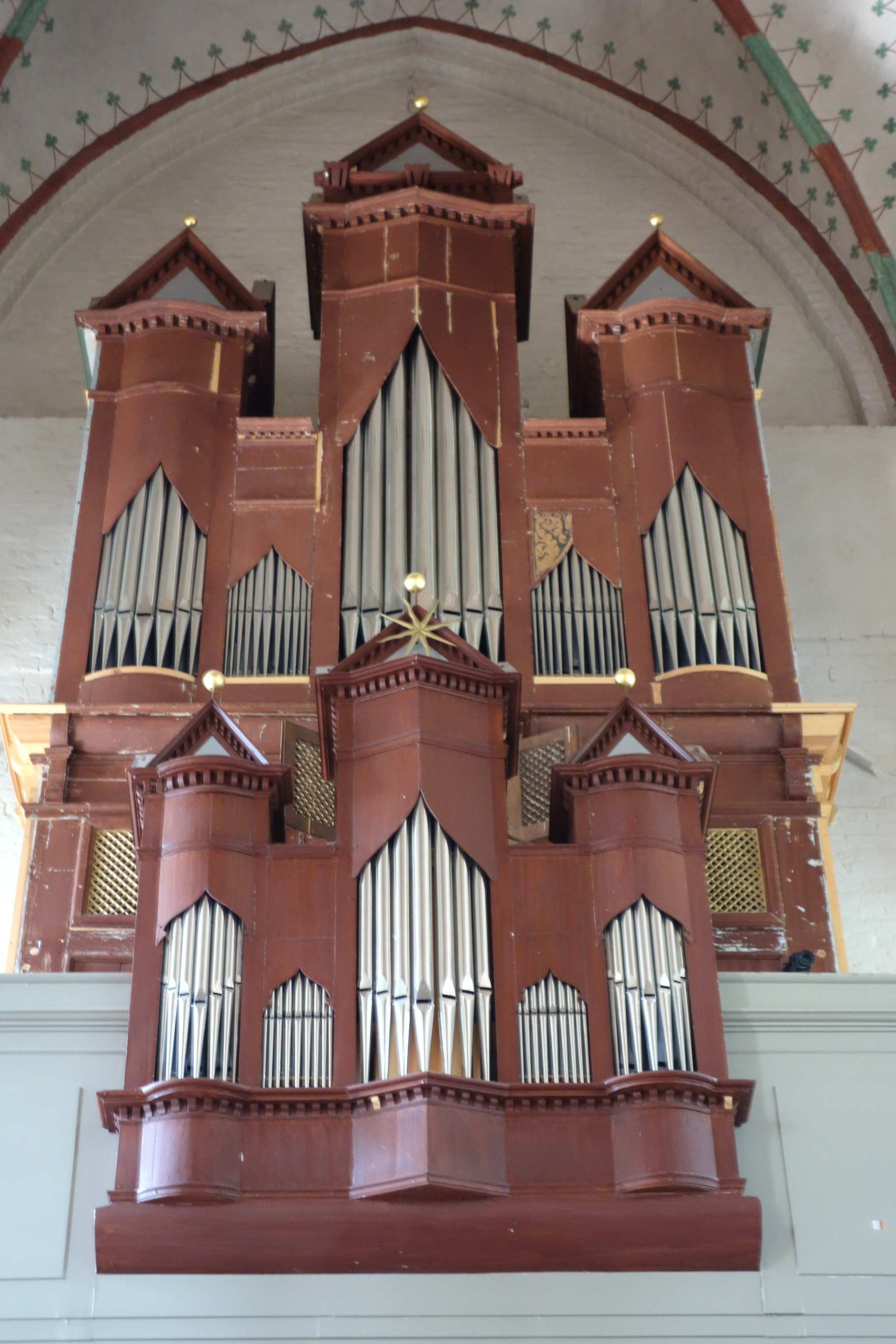
Rowan-West-Orgel mit Rückpositiv vor Restaurierung des Prospektes
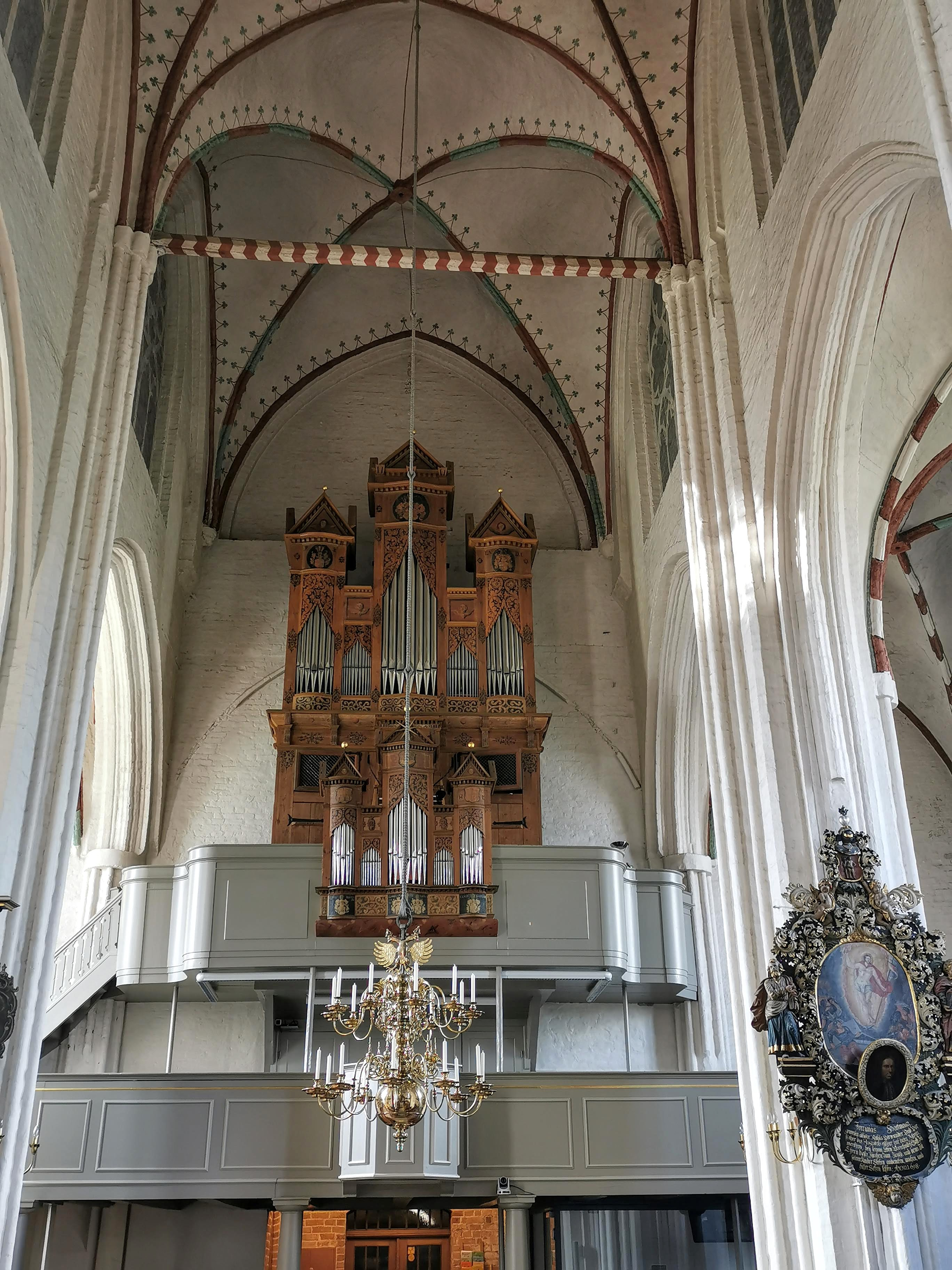
Orgel nach der Restaurierung
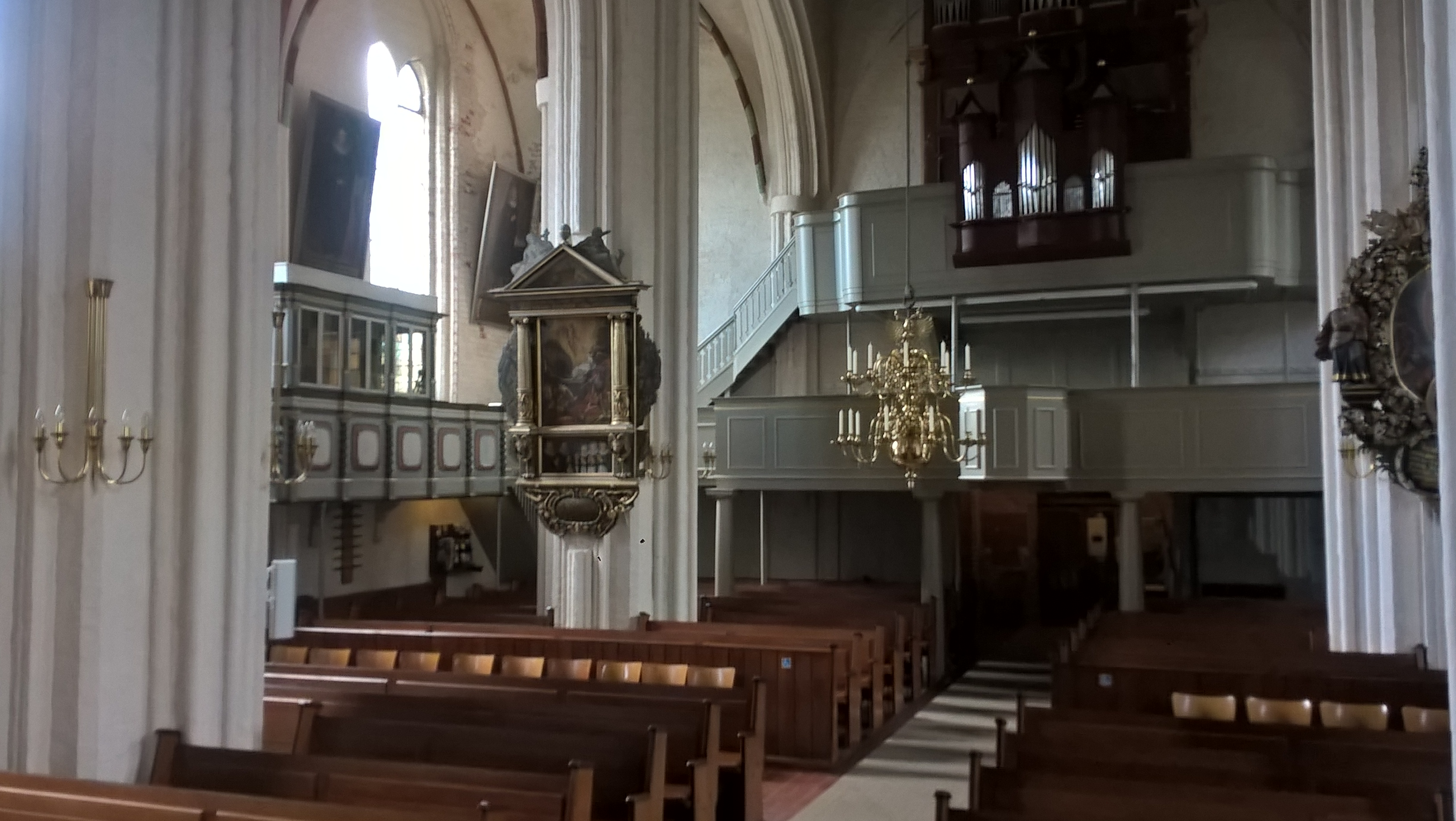
Orgel, Patronatsloge, Messing Kron- und Wandleuchter
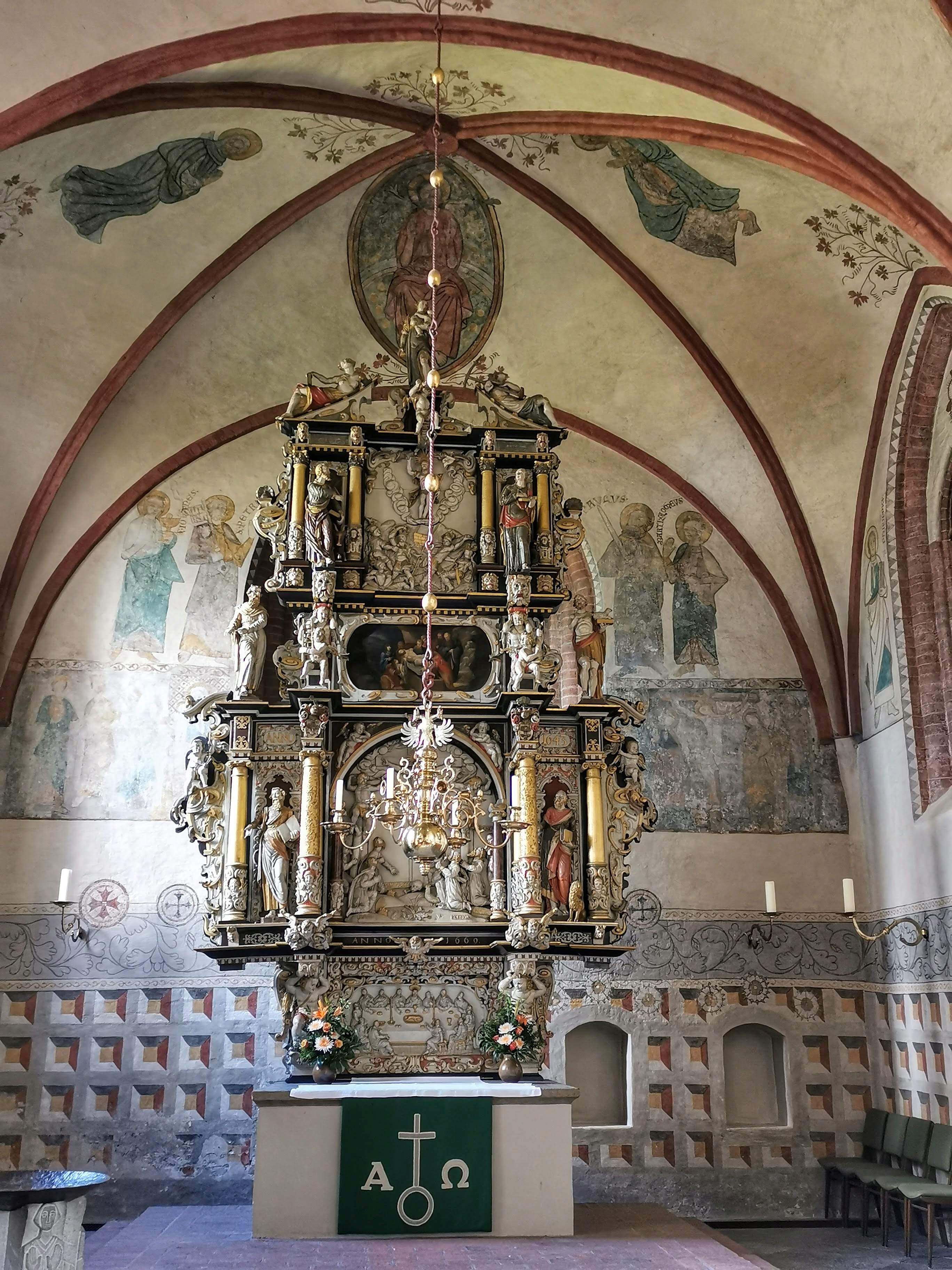
Schnitzaltar von 1643
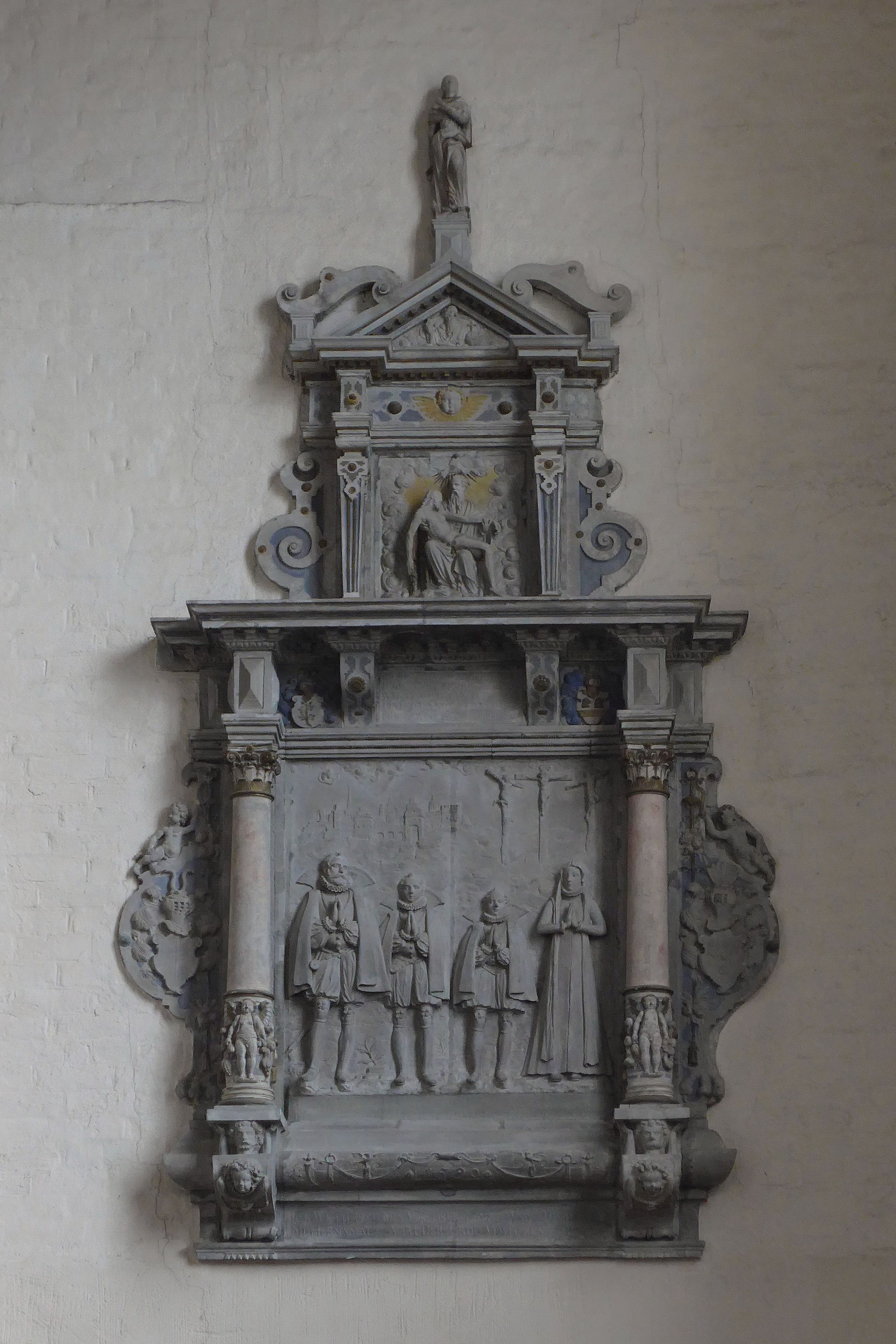
Epitaph der Familie Rantzau
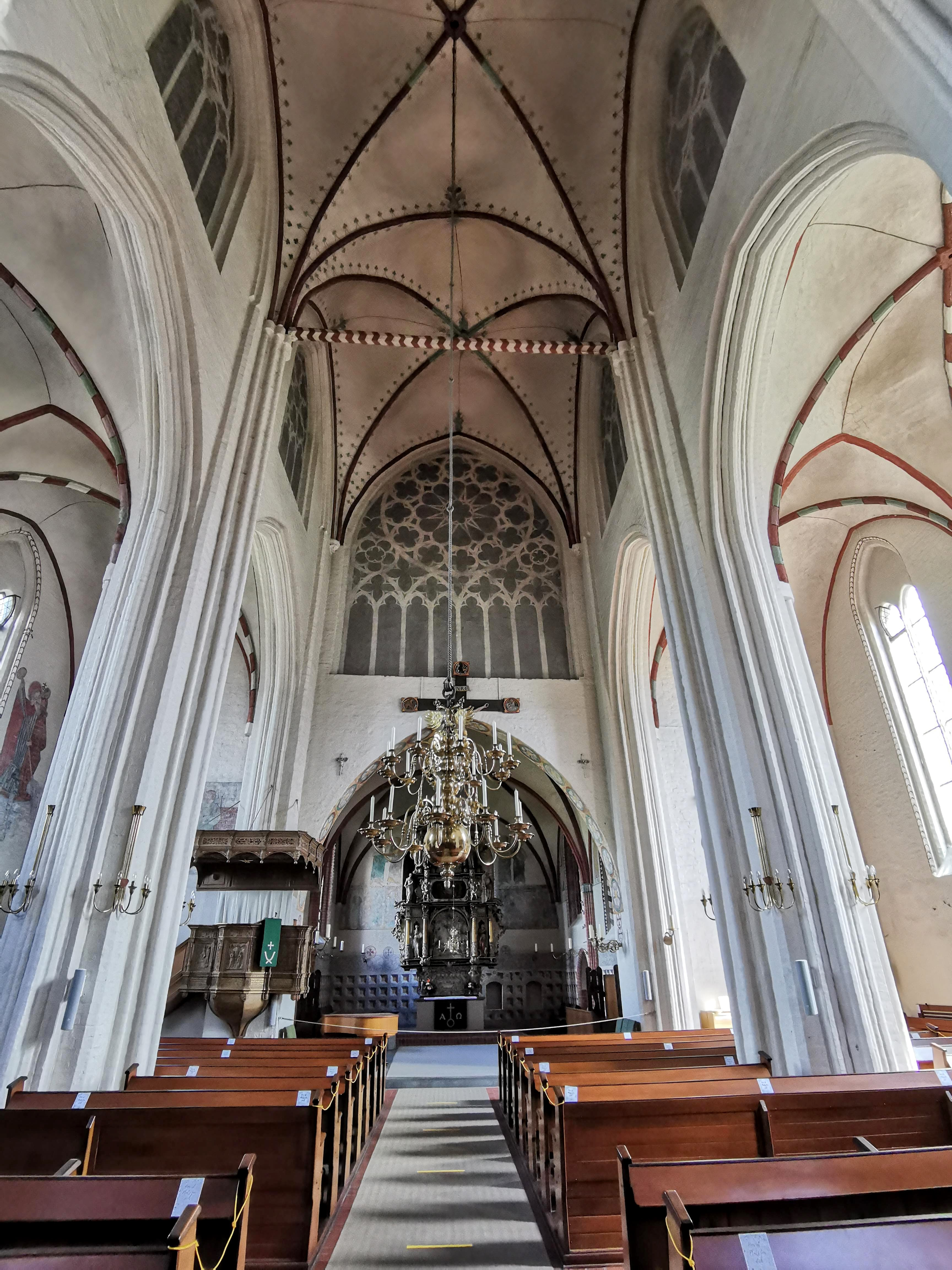
Mittelschiff

#### Disposition
| II. Hauptwerk C–d3 |            |     |
| 1.                 | Bordun     | 16′ |
| 2.                 | Principal  | 8′  |
| 3.                 | Spillfloit | 8′  |
| 4.                 | Octav      | 4′  |
| 5.                 | Quint      | 3′  |
| 6.                 | Superoctav | 2′  |
| 7.                 | Terzian II |     |
| 8.                 | Mixtur V   |     |
| 9.                 | Trommet    | 16′ |
| 10.                | Trommet    | 8′  |

| I. Rückpositiv C–d3 |              |    |
| 11.                 | Gedackt      | 8′ |
| 12.                 | Rohrfloit    | 4′ |
| 13.                 | Principal    | 4′ |
| 14.                 | Octav        | 2′ |
| 15.                 | Sesquialtera |    |
| 16.                 | Scharff III  |    |
| 17.                 | Crummhorn    | 8′ |
| –                   | Cymbelstern  |    |

| III. Brustwerk C–d3 (Kurze Oktave) |           |    |
| 18.                                | Regaal    | 8′ |
| 19.                                | Rohrfloit | 4′ |
| 20.                                | Octav     | 2′ |
| 21.                                | Gemshorn  | 2′ |
| 22.                                | Quint     | 3′ |

| Pedal C–d1 |               |     |
| 23.        | Principalbass | 16′ |
| 24.        | Subbass       | 16′ |
| 25.        | Octavbass     | 8′  |
| 26.        | Gedeckt       | 8′  |
| 27.        | Octav         | 4′  |
| 28.        | Cornet        | 2′  |
| 29.        | Trommet       | 4′  |
| 30.        | Trommet       | 8′  |
| 31.        | Posaune       | 16′ |

- Koppeln: I/II (Schiebekoppel), II/P
- Tremulant

### Übrige Ausstattung
Das Triumphkreuz ist eine Arbeit der zweiten Hälfte des 15. Jahrhunderts. Die Patronatsloge an der Südwand ist eine Arbeit des 17. Jahrhunderts. Messing-Leuchter befinden sich an den Wänden.
Die beiden Kronleuchter im Kirchen-Mittelschiff waren eine Stiftung des dänischen Königs Friedrich III. anlässlich des Stapellaufs des Kriegsschiffes Frederik III (mit 100 Kanonen und 500 Mann Besatzung) im Jahr 1649, das auf einer Neustädter Werft im Auftrag des Königs  gebaut wurde.

### Glocken
Zwei Glocken aus gotischer Zeit haben sich in der Stadtkirche erhalten. Die Marienglocke wird vage auf das 14. Jahrhundert datiert. Die kleinere weist keine Datierungsmerkmale auf. Das derzeitige Geläut ist ein dreistimmiges „Te-Deum-Geläut“, d. h. in den Anfangstönen (e–g–a) des gregorianischen Te Deum gestimmt.

### Grabsteine
Auffallend sind die Grabsteine, die in die Seitenwände der Turmhalle, aber auch im Kirchenschiff eingemauert sind. Die ältesten von ihnen stammen aus dem 14. Jahrhundert und dienten Geistlichen der Kirche. Die jüngeren entstammen dem 18. Jahrhundert und dienten Vertretern des Neustadt umgebenden Landadels als repräsentative Grabplatten.

### Epitaphe
Die Kirche verfügt an der Ostwand des südlichen Seitenschiffes über ein großes Renaissanceepitaph der Familie Rantzau auf Gut Brodau aus Sandstein. Es entstand 1590 und bildet vier Familienmitglieder als Stifter vor einer Golgathalandschaft ab. Epitaphe befinden sich auch an den hinteren Pfeilern für die Familien Sißmer (1646) und  Hartmann (1698). Die Kirche verfügt weiter über diverse Pastorenbilder des 17. und 18. Jahrhunderts.